# キンザウ
キンザウ (ドイツ語: Kinsau) はドイツ連邦共和国バイエルン州オーバーバイエルン行政管区のランツベルク・アム・レヒ郡に属す町村（以下、本項では便宜上「町」と記述する）で、ライヒリング行政共同体を構成する自治体の一つである。

## 地理

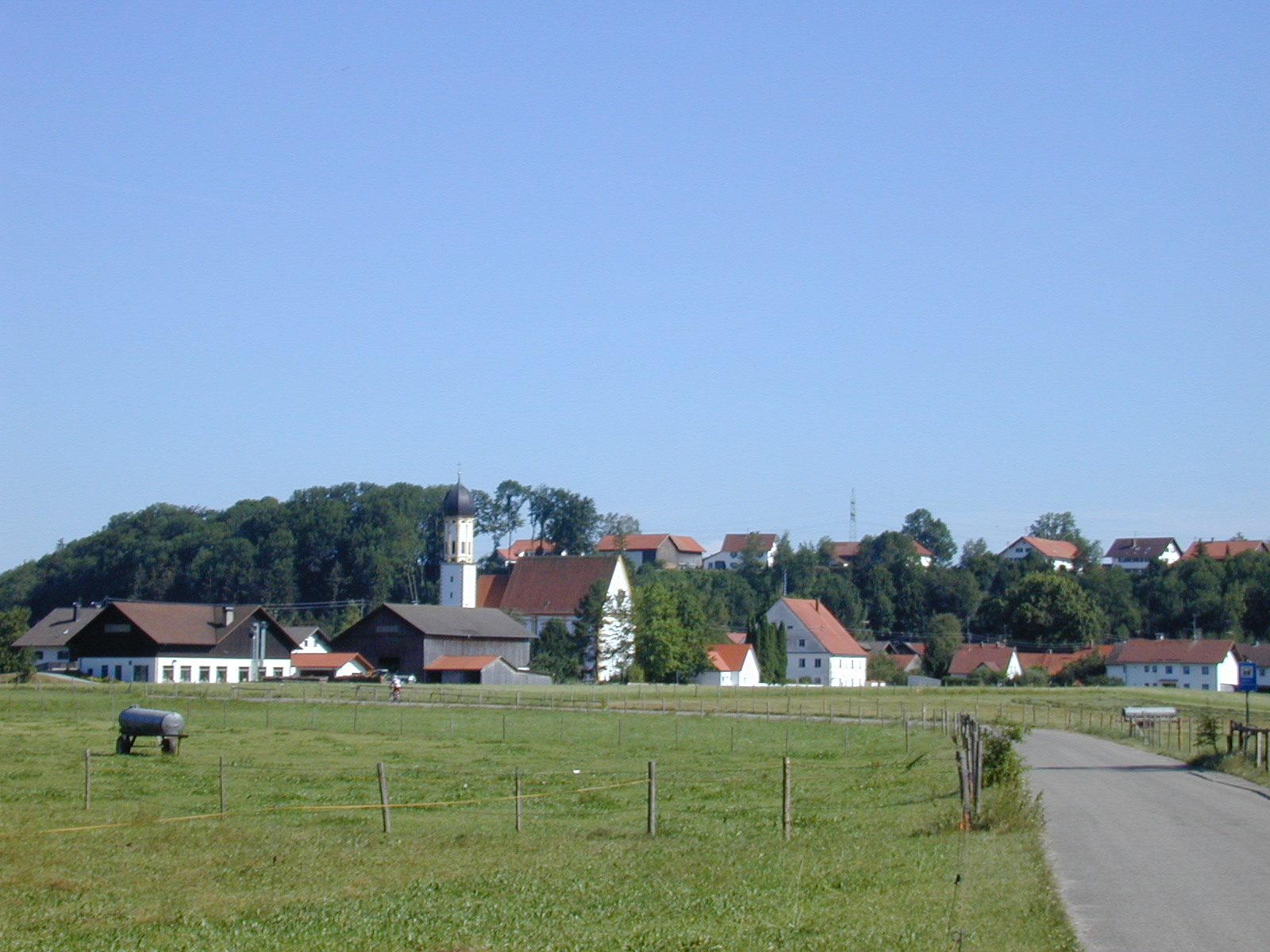
キンザウ

キンザウはランツベルク・アム・レヒ郡の南縁、レヒ川とロマンティック街道との間に位置する。町内の平地はレヒ川の段丘上に位置しており、良い眺望が得られる。

### 自治体の構成
この町は、キンザウ地区一地区からなる。

## 歴史
キンザウは1323年にアムト・レンツベルクのピーセンベルク荘園の一部として "Kunigesow" の名で初めて記録されている。ゼーフェルト家断絶後、1420年頃にキンザウはフライベルク家の所領となり、1445年にショーンガウの病院に売却された。
1972年までキンザウはショーンガウ郡に属した。1978年以降ライヒリング行政共同体の一員となり、ランツベルク・アム・レヒ郡に属すこととなった。

### 人口推移
1445年頃の男性人口は160人であった。現在の人口は1,000人をわずかに超える。

## 文化と見所
18世紀の初めにトーマス・ナッターによって建設された聖マテウス教区教会をこれに附属する司祭館は見応えがある。
キンザウ木材加工会社が木材運搬用に敷設したバイエルン初のアプト式鉄道（1907年から1929年）の道床が一部遺っている。
城は、北破風の両側に擬宝珠型の屋根を戴く隅塔を備えた附属建造物で有名である。
学校には樹齢110年を超えるボダイジュがある。幹周りは5.6mを超える。

## 引用
1. ↑  https://www.statistikdaten.bayern.de/genesis/online?operation=result&code=12411-003r&leerzeilen=false&language=de Genesis-Online-Datenbank des Bayerischen Landesamtes für Statistik Tabelle 12411-003r Fortschreibung des Bevölkerungsstandes: Gemeinden, Stichtag (Einwohnerzahlen auf Grundlage des Zensus 2011)